# Sebàstids
Els sebàstids (Sebastidae) són una família de peixos teleostis de l'ordre Scorpaeniformes, distribuïts pels oceans Atlàntic, Índic i Pacífic, encara que el gènere majoritari Sebastes apareix només en el nord del Pacífic.

## Gèneres i espècies
Subfamília Sebastinae:
- Gènere Helicolenus (Goode i Bean, 1896)
  - Helicolenus alporti (Castelnau, 1873))
  - Helicolenus avius (Abe i Eschmeyer, 1972)
  - Helicolenus barathri (Hector, 1875)
  - Helicolenus dactylopterus dactylopterus (Delaroche, 1809)
  - Helicolenus fedorovi (Barsukov, 1973)
  - Helicolenus hilgendorfii (Döderlein, 1884)
  - Helicolenus lahillei (Norman, 1937)
  - Helicolenus lengerichi (Norman, 1937)
  - Helicolenus mouchezi (Sauvage, 1875)
  - Helicolenus percoides  (Richardson i Solander, 1842)
- Gènere Hozukius (Matsubara, 1934)
  - Hozukius emblemarius (Jordan i Starks, 1904)
  - Hozukius guyotensis (Barsukov i Fedorov, 1975)
- Gènere Sebastes (Cuvier, 1829)
  - El gènere tipus i més important de la família, amb 112 espècies que poden consultar-se en l'article principal del gènere Sebastes.
- Gènere Sebastiscus (Jordan i Starks, 1904)
  - Sebastiscus albofasciatus (Lacepède, 1802)
  - Sebastiscus marmoratus (Cuvier, 1829)
  - Sebastiscus tertius (Barsukov i Chen, 1978)

Subfamília Sebastolobinae:
- Gènere Adelosebastes (Eschmeyer, Abe i Nakano, 1979)
  - Adelosebastes latens (Eschmeyer, Abe i Nakano, 1979)
- Gènere Sebastolobus (Gill, 1881)
  - Sebastolobus alascanus (Bean, 1890)
  - Sebastolobus altivelis (Gilbert, 1896)
  - Sebastolobus macrochir (Günther, 1877)
- Gènere Trachyscorpia (Ginsburg, 1953)
  - Trachyscorpia carnomagula (Motomura, Last i Yearsley, 2007)
  - Trachyscorpia cristulata cristulata (Goode i Bean, 1896)
  - Trachyscorpia cristulata echinata (Koehler, 1896)
  - Trachyscorpia eschmeyeri (Whitley, 1970)
  - Trachyscorpia longipedicula (Motomura, Last i Yearsley, 2007)
  - Trachyscorpia osheri (McCosker, 2008)